# Геловані Олексій Гійович
Олексій Гійович Геловані (нар. 20 лютого 1998, Донецьк, Україна) — український футболіст, опорний півзахисник болгарського клубу «Чорноморець 1919» (Бургас).

## Життєпис

### Ранні роки
Народився в Донецьку, де й розпочав займатися футболом. У ДЮФЛУ виступав за команди з рідного міста, «Металург» та «Олімпік-УОР». У 2015 році переведений до юнацької команди «Олімпіка», також у сезоні 2015/16 років дебютував і в молодіжній команді донеччан, але шансу проявити себе в першій команді не отримав.

### «Валміера»
У середині березня 2015 року підписав контракт з «Валміерою». У складі нової команди дебютував 17 березня 2019 року в переможному (2:0) поєдинку 2-го туру Вірсліги проти «Даугавпілса». Олексій вийшов на поле в стартовому складі та відіграв увесь матч, а на 77-й хвилині отримав жовту картку. У сезоні 2019 року зіграв 18 матчів у Вірслізі та 1 поєдинок у національному кубку, в яких не відзначився жодними результативними діями.

### «Кремінь»
Наприкінці серпня 2020 року повернувся до України, де уклав договір з «Кременем». У футболці кременчуцького клубу дебютував 5 вересня 2020 року в переможному (3:2) виїзному поєдинку 1-го туру Першої ліги України проти луцької «Волині». Геловані вийшов у стартовому складі, а на 57-й хвилині його замінив Станіслав Сорокін. Єдиним голом за «Кремінь» відзначився 26 жовтня 2020 року на 71-й хвилині переможного (2:0) домашнього поєдинку 9-го туру Першої ліги України проти «ВПК-Агро». Олексій вийшов на поле в стартовому складі, на 74-й хвилині отримав жовту картку, а на 90-й хвилині його замінив Денис Галата. У першій половині сезону 2020/21 років провів 16 матчів (1 гол) у Першій лізі України та 1 поєдинок у кубку України.

### «Епіцентр»
У середині березея 2021 року підсилив «Епіцентр». У футболці дунайцівського клубу дебютував 26 травня 2021 року в переможному (2:0) домашньому поєдинку 15-го туру групи «А» Другої ліги України проти «Чернігова». Геловані вийшов у стартовому складі та відіграв увесь матч. У другій половині сезону 2020/21 років відіграв за «Епіцентр» 8 поєдинків у Другій лізі України. Наприкінці червня 2021 року сталов відомо, що Олексій Геловані не буде виступати за команду в новому сезоні. З липня 2022 року перебував без клубу.

### «Краматорськ»
Наприкінці липня 2021 року перебрався до «Краматорська». У футболці «спортклубівців» дебютував 24 липня 2021 року в переможному (2:0) виїзному поєдинку 1-го туру Першої ліги України проти «Гірника-Спорту». Олексій вийшов на поле в стартовому складі, а на 64-й хвилині його замінив Вадим Вітенчук.  У першій половині сезону 2021/22 років провів 11 поєдинків у Першій лізі України та 1 матч у кубку України. На початку грудня 2021 року домовився про розірвання контракту за згодою сторін.

### «Карайскасіс»
Наприкінці лютого 2022 року виїхав за кордон, де став гравцем грецького клубу «Карайскасіс». У новій команді дебютував 27 лютого 2022 року в програному (0:2) виїзному поєдинку 21-го туру групи «Б» грецької Суперліги 2 проти «Каламати». Геловані вийшов на поле в стартовому складі, а на 75-й хвилині його замінив Одісеяс Контополіс. У другій половині сезону 2021/22 років зіграв 11 матчів у другому дивізіоні грецького чемпіонату.

### «Чорноморець 1919» (Бургас)
Наприкінці липня 2023 року вільним агентом підписав контракт з «Чорноморцем 1919». У футболці бургаського клубу дебютував 29 липня 2023 року в нічийному (1:1) виїзному поєдинку 3-го туру Другої ліги Болгарії проти петрицької «Беласиці». Олексій вийшов на поле в стартовому складі та відіграв увесь матч.